# 대흑점

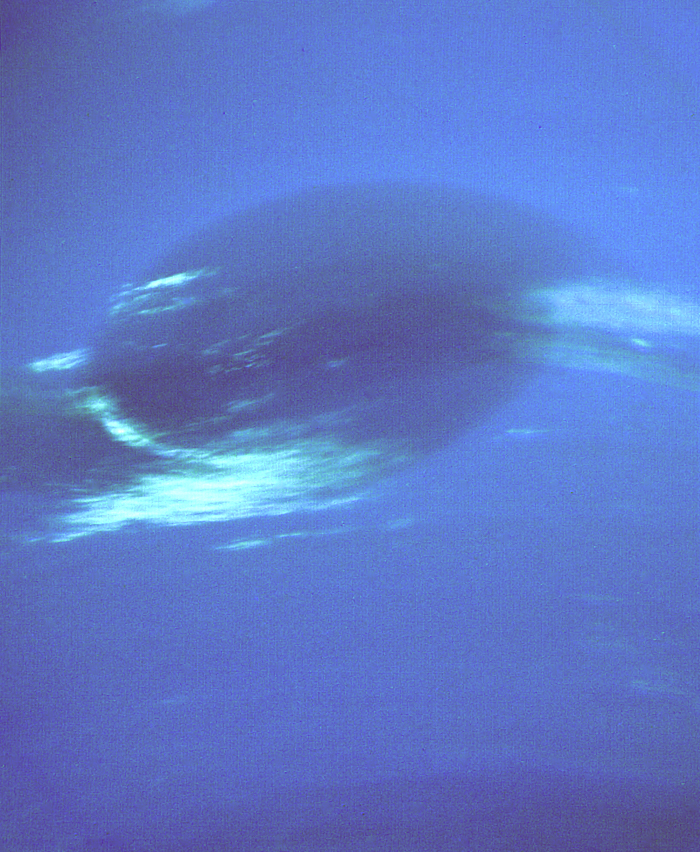
보이저 2호가 촬영한 대흑점.

대흑점(大黑點, Great Dark Spot) 또는 대암점(大暗點)은 해왕성의 대기 중 주위에 비해 눈에 띄게 어두운 부분을 가리킨다. 목성의 대적점처럼 대흑점 역시 고기압성 폭풍이다. 다만 대흑점의 내부는 상대적으로 구름이 적고, 수백 년은 지속돼 온 것으로 추정되는 대적점과는 달리 수명이 짧아서 생겨나서 흩어지기까지 고작 수년밖에 지속되지 못한다. 보이저 2호와 이후 허블 우주망원경이 수집한 정보에 따르면 해왕성은 생애의 절반이 넘는 기간 동안 표면에 대흑점이 존재해 온 것으로 보인다.

## 특징
대흑점은 보이저 2호가 1989년 해왕성을 스윙바이할 때 처음 발견되었으며 스윙바이 중 많은 사진이 촬영되었다. 이 최초로 발견된 대흑점은 GDS-89로도 표기하며(Great Dark Spot-1989) 그 위치(남반구)나 규모 등에서 목성에 있는 대적점과 흡사했다. 어두운 색에 타원형이었던 GDS-89는 그 크기가 13,000 × 6,600 km로 지구와 거의 비슷했으며 목성의 대적점과 모양이 전체적으로 흡사했다. 이 폭풍의 가장자리에서 바람은 시간당 2,100 km 속도로 불고 있었으며 이 속도는 태양계에서 가장 빠른 기록이었다. 대흑점은 지구상의 오존구멍처럼 해왕성의 메테인 구름 꼭대기에 구멍이 생긴 부분이 아닐까 추정되고 있다. 이 점은 관측할 때마다 크기와 모양이 다양하게 변했으며 반시계 방향으로 회전하고 있었던 것으로 보인다.
이 대흑점은 대류권계면 층 혹은 바로 아래에 커다랗고 흰 구름들을 만들어냈는데 이 구름들은 지구상 고고도에 떠 있는 권운과 비슷하다. 그러나 얼음 결정으로 이루어진 지구상 구름과는 달리 해왕성의 권운은 메테인의 얼음 결정으로 이루어져 있다. 또한 지구의 권운이 보통 나타났다가 사라지기까지 수 시간밖에 걸리지 않는 것에 비해 GDS-89 옆 구름들은 행성이 두 바퀴 돈 이후(약 36시간 경과)에도 여전히 살아있었다.
해왕성의 흑점들은 보다 밝은 구름 상층부에서보다는 낮은 고도의 대류권에서 생겨나는 것으로 보인다. 흑점들은 수 개월은 유지될 수 있을 정도로 안정적이기 때문에 소용돌이 구조를 하고 있을 것으로 추정된다.

## 소멸

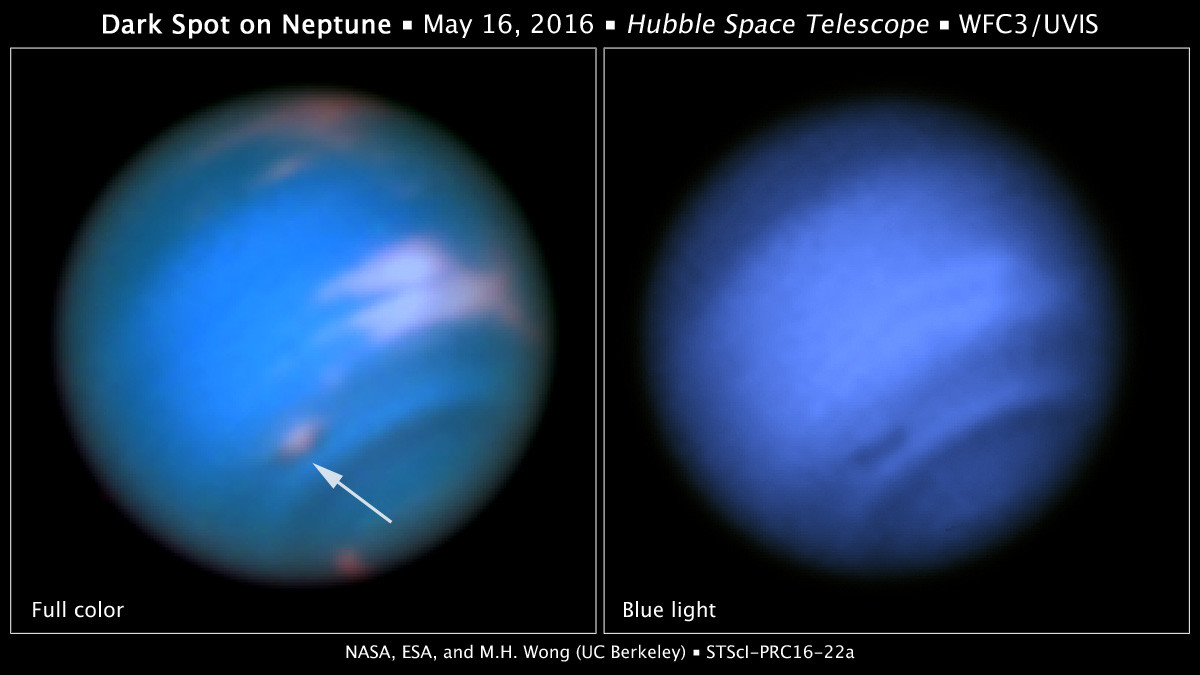
해왕성 표면의 흑점 사진. 왼쪽은 총천연색, 오른쪽은 청색광 사진이다.

1994년 허블 우주망원경이 해왕성 표면을 다시 찍었을 때 GDS-89는 완전히 사라졌으며 천문학자들은 이 흑점이 다른 것에 덮여서 아래로 숨었거나 아예 소멸한 것이리라고 생각했다. 대흑점 옆 구름들이 여전히 남아 있었던 것으로 보아 종전 흑점들 중 일부는 검은 반점처럼 보이지 않는 대신 사이클론 형태로 계속 살아남을 수 있는 것으로 보인다. 흑점들은 행성의 적도로 가까이 이동하면서, 혹은 미지의 메커니즘을 통해 소멸하는 것으로 보인다.
2016년 GDS-89와 거의 똑같은 흑점이 이번에는 해왕성의 북반구에 생겼다. 북쪽 대흑점(Nothern Great Dark Spot, NGDS)으로 불리는 이 새로운 점은 수년이 지나도록 사라지지 않았다. 허블 우주망원경 관측에 제약이 걸렸기 때문에 이 새로운 흑점이 아직 살아있는지 여부는 확실하지 않다.

## 같이 보기
- 용의 폭풍
- 외계 사이클론
- 대적점: 목성에 있는 비슷한 폭풍
- 대백반: 토성에 있는 비슷한 폭풍
- 오벌 BA
- 소흑점
- 하이퍼케인